# Versailles (Missouri)
Versailles – miasto w Stanach Zjednoczonych, w stanie Missouri, siedziba administracyjna hrabstwa Morgan.